# Terra senza donne (film 1935)
Terra senza donne (Naughty Marietta) è un film del 1935, diretto da Robert Z. Leonard e da W. S. Van Dyke. Nessuno dei due registi compare nei titoli, risultando non accreditati.
Si tratta del primo film interpretato da Jeanette MacDonald e Nelson Eddy. La storia è quella di una giovane principessa che, per sottrarsi a un matrimonio combinato, si imbarca sotto falso nome su una nave diretta a New Orleans. Catturata dai pirati, si innamora del capitano Warrington, che la salva.
Il film è la versione cinematografica dell'operetta Naughty Marietta di Victor Herbert, con parole e libretto di Rida Johnson Young. Nel cast appare anche il celebre paroliere Gus Kahn, che firma alcune delle melodie di Herbert.
Le canzoni Ah! Sweet Mystery of Life e I'm Falling in Love With Someone saranno utilizzate in Thoroughly Modern Millie, versione teatrale del musical Millie del 1967 con Julie Andrews.

## Trama
Per sfuggire al matrimonio combinato con Don Carlo, anziano duca spagnolo, la principessa Marie prende il posto dell'ex serva dello zio, Marietta, e lascia la Francia su una nave di donne dirette a New Orleans per sposare dei coloni.
In viaggio, le donne parlano del tipo di uomo che vorrebbero sposare e Marietta dice che non ha intenzione di sposare nessuno. Improvvisamente, la nave viene assaltata dai pirati, che rapiscono le donne.
Sentendo dei mercenari cantare verso di loro ("Tramp! Tramp! Tramp!"), i pirati cercano di passare inosservati spegnendo le torce, ma Marietta ne prende una e corre gridando aiuto. I mercenari accorrono, scacciano i pirati e salvano le donne.
Il capo dei mercenari, il capitano Richard Warrington, è attratto da Marietta e canta per lei ("Neath a Southern Moon"), ma le dichiara di non avere alcuna intenzione di sposarsi.
Le donne vengono portate a New Orleans, dove vengono accolte dal Governatore. Quando degli uomini si avvicinano a Marietta per conoscerla, lei dichiara di non volersi sposare e di avere un passato disonorevole. Il Governatore, sorpreso, è costretto a farla scortare via da dei soldati. Warrington però le trova un alloggio e le paga anche il primo mese di affitto.
Mentre Marietta cerca invano di liberarsi del capitano, un gruppo di zigani canta alla sua finestra, per pubblicizzare il loro Teatro delle Marionette. Una giovane intona un canto e Warrington si unisce a lei ("Italian Street Song").
Stuzzicata dal capitano, che le consiglia di imparare a cantare come la zigana, Marietta lo sorprende cantando meravigliosamente. Mentre il capitano è distratto a respingere dei pretendenti di Marietta che hanno bussato alla porta, Marietta scappa.
Il giorno seguente, Warrington scopre che Marietta lavora al Teatro delle Marionette. Quando si reca nel suo camerino dopo l'esibizione, Marietta gli dice che la sua presenza non è gradita lì. Il capitano le chiede allora se sarebbe gradita altrove e lei gli risponde di sì. Quando l'aspetta fuori dal teatro all'ora di pranzo, Marietta non riesce a contenere un sorriso, dimostrando di aver cambiato opinione su di lui. I due pranzano insieme ma poco dopo viene offerta una lauta ricompensa a chi ha informazioni su Marietta. Warrington la convince a fidarsi di lui e la porta via in barca.
Qui Warrington capisce che sta iniziando ad innamorarsi di lei e le canta una canzone ("I'm Falling in Love with Someone"). Quando chiede a Marietta di cantargli la stessa canzone, Marietta gli dice di conoscerne una migliore. Tuttavia, vengono presto trovati dai soldati francesi che svelano la vera identità di Marietta. Lo zio e Don Carlos stanno arrivando per riportarla in Francia.
Il Governatore organizza un ballo d'addio in onore di Marietta. Lo zio le dice che se Warrington si presenterà, verrà arrestato e ucciso, ma Marietta lo sente cantare ("Tramp! Tramp! Tramp!") e capisce che è troppo tardi per cercare di fermarlo.
Quando Warrington entra nella sala da ballo, il Governatore cerca di allontanarlo per salvargli la vita.

Dopo aver ballato con Marietta, lei gli dice che gli canterà la sua canzone la sera successiva. Tuttavia, quando lo zio le dice che parteranno la sera stessa, Marietta capisce di dover cantare subito al capitano la sua canzone ("Ah, Sweet Mystery of Life"). Lui si unisce a lei e poi i due innamorati fuggono insieme verso la frontiera.

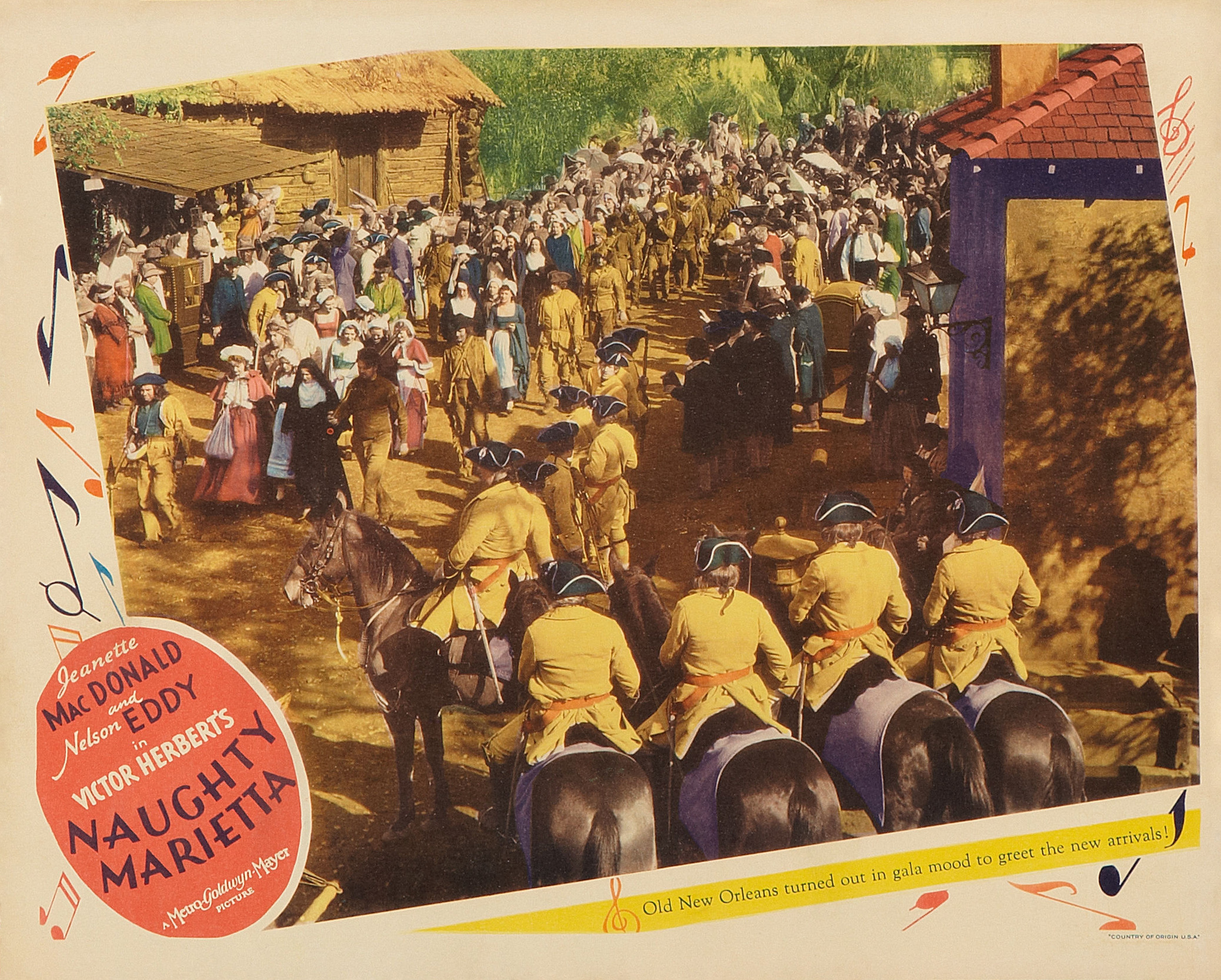
Una scena del film in una locandina

## Produzione
Il film fu prodotto dalla Metro-Goldwyn-Mayer (MGM) dal 4 dicembre 1934 al 7 febbraio 1935.

## Distribuzione
Distribuito dalla Metro-Goldwyn-Mayer (MGM), il film fu presentato in anteprima a Washington l'8 marzo 1935 con il titolo originale Naughty Marietta. Alcuni giorni dopo, il 22 dello stesso mese, fu proiettato in prima a New York. Il film uscì poi nel circuito delle sale il 29 marzo 1935.

## Riconoscimenti
- 1936 - Premio Oscar
  - Miglior sonoro (Douglas Shearer)
  - Candidatura all'Oscar al miglior film

Nel 2003 il film è stato scelto per la conservazione nel National Film Registry della Biblioteca del Congresso degli Stati Uniti.